# Pimandre
 (décembre 2008).
Si vous disposez d'ouvrages ou d'articles de référence ou si vous connaissez des sites web de qualité traitant du thème abordé ici, merci de compléter l'article en donnant les références utiles à sa vérifiabilité et en les liant à la section « Notes et références ».

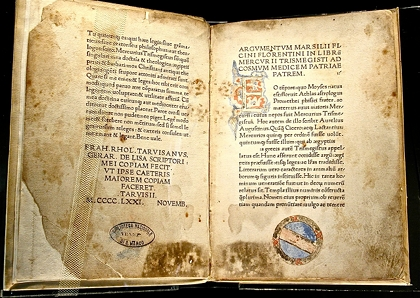
Pages du Corpus Hermeticum

Le Pimandre ou Poïmandrès est le titre du premier traité du Corpus Hermeticum, célèbre livre d'occultisme attribué à Hermès Trismégiste.
Parmi les personnages figurent Hermès Trismégiste, Asclépius (identifié à Imhotep), Ammon (le dieu égyptien Amon), Horus (fils d'Isis), Agathodémon, Poïmandrès, Tat (fils corporel et spirituel de Thot-Hermès). Dans les traités II et XI du Corpus Hermeticum, il est clair que Poïmandrès instruit Hermès Trismégiste et qu'il est l'Intellect (Noûs), l'Esprit divin.

### Textes
- Corpus Hermeticum (17 traités, écrits de 100 à 300 environ, mis en circulation dès la fin du IIe siècle) (= C.H.) : Hermès Trismégiste, trad. André-Jean Festugière, t. I, 159 p. : Poimandrès. Traités II-XII, t. II, p. 196-404 : Traités XIII-XVIII. Asclépius. Le Poimandrès (C.H. I) date de la fin du Ier siècle ou du début du IIe siècle. Le traité XVIII n'est pas hermétique. On pourrait admettre l' Asclépius comme traité XIX. En ligne dans la traduction de Louis Ménard (1867). Poimandrès    . Poimandrès
- Marsile Ficin, Pimander, Mercurii Trismegisti Liber de sapientia et potestate Dei Marsilio Ficino interprete Asclepius, ejusdem Mercurii liber de voluntate divina L. Apuleio interprete (1471).

### Études
- G. Fowden, Hermès l'Égyptien (1986), trad., Les Belles Lettres, 2000, p. 59-62.